# Yufu
Yufu (由布市?) è una città giapponese della prefettura di Ōita.